# Aeroportul Kalskag
Aeroportul Kalskag (IATA: KLG, ICAO: PALG, FAA LID: KLG) este un aeroport din Alaska, Statele Unite ale Americii. Aeroportul a fost tranzitat în 2019 de 9.950 de pasageri.
Situat la o altitudine de 17 m, aeroportul dispune de 1 pistă. Este operat de Alaska Department of Transportation & Public Facilities⁠(d).

## Infrastructură

### Piste
Aeroportul dispune de o singură pistă. Pista 06/24 are dimensiunile 3.198 picioare × 75 picioare. 